# 塔斯尼 (密蘇里州)
塔斯尼（英語：Tarsney）是位於美國密蘇里州傑克遜縣的非建制地區。

## 歷史
塔斯尼的郵局於1891年設立，其後於1902年停運。

## 地理
塔斯尼所處的海拔為高於海平面292米（即958英呎），而該地所採用的時區為UTC-6，即北美中部時區（CST）。同時該地設有夏令時間，為UTC-6調快一小時，即UTC-5（CDT）。